# حرب الاستقلال الإسبانية
حرب الاستقلال الإسبانية (بالإسبانية: Guerra de la independencia española)، هي نزاع بين فرنسا وتحالف قوات إسبانيا، البرتغال للاستيلاء على شبه جزيرة أيبريا. بدأت الحرب عندما غزت الجيوش الفرنسية البرتغال عام 1807م وإسبانيا في 1808م واستمرت حتى هزم التحالفات الستة نابليون في 1814م.
نضال إسبانيا للتحرر كان واحداً من أوائل الحروب الوطنية وظهور حرب عصابات واسعة النطاق، استعارت منها اللغة الإنجليزية الكلمة. وبينما حطم الاحتلال الفرنسي الإدارة الأسبانية، التي أصبحت حرب إقليمية متناحرة (في 1810م، حصنت الحكومة الوطنية المعاد تشكيلها نفسها في كاديز وثبت عدم قدرتها على تجنيد أو تدريب أو تسليح جيوش فعالة بسبب حصار قاسي بسبب الشكل الخاص للمدينة)، فشل نابليون في تهدئة الشعب الأسباني أتاح الفرصة للقوات الإسبانية والبريطانية والبرتغالية لتأمين البرتغال والاشتباك مع القوات الفرنسية على الجبهات بينما الگـِريلـِرو الإسبان استنزفوا المحتلين. بسبب تنسيق جهودهم، تمكنت القوات النظامية وغير النظامية المتحالفة من منع مارشالات نابليون من إخضاع المقاطعات الإسبانية المتمردة.

## الحرب الأولى (18 أكتوبر 1807 - 12 أغسطس 1808)
بحلول عام 1807 كان غالب البر الأوروبي ممتثلاً لبيان برلين Berlin Decree، فالنمسا انضمت للحصار القاري المضاد في 18 أكتوبر سنة 1807، ومع أن الباباوية اعترضت إلاّ أنها وقّعت في 21 ديسمبر• أما تركيا (الدولة العثمانية) فكانت معارضة للانضمام إليه لكنها امتثلت بسبب التعاون المستمر بين روسيا وفرنسا• وكانت البرتغال مُتحالفة مع إنجلترا لكن كان يحدها من الشرق أسبانيا التي ربطتها أسرة البوربون تاريخيا بفرنسا، مما جعلها تتعهد بالالتزام بالحصار إذ بدت من الناحية العسكرية تحت رحمة نابليون وربما فكر الإمبراطور (نابليون) في أمر يمكنه تنفيذه ولو حتى بقيادة جيوشه عبر أسبانيا لإجبار البرتغال على الامتثال رغم السفن الحربية البريطانية التي تتحكَّم في موانئها ورغم الوكلاء التجاريين البريطانيين الذين يتحكّمون في تجارتها•
وفي 81 يوليو سنة 1807 أخبر نابليون الحكومة البرتغالية أن عليها إغلاق موانئها في وجه البضائع البريطانية فرفضت• وفي 81 أكتوبر عَبَرَ جيشٌ فرنسي من عشرين ألف مقاتل معظمهم من المجندين إلزاميا في غير موسم التجنيد الإلزامي - البيداسوا Bidassoe في أسبانيا، وكان على رأس هذا الجيش أندوش جونو Andoche Junot فرحبت به الدولة الأسبانية والشعب الأسباني الذي كان يأمل أن يحرِّر نابليون ملكَ أسبانيا من قبضة وزيره الخائن، كما كان هذا الوزير يأمل أن يكافئه نابليون لتعاونه معه بتركه يُشارك في تقطيع أوصال البرتغال•
لقد كان عهد التنوير الأسباني المتألق قد انتهى بموت شارل الثالث Charles III (8871) فرغم أن ابنه الذي بلغ الآن من العمر ستين عاماً كان ذا نوايا طيبة إلاَّ أنه كان مفتقداً الحيوية والذكاء، ففي اللوحة الشهيرة التي رسمها الفنان جويا Goya والتي جعل لها عنواناً (شارل الرابع وأسرته) يبدو الملكُ فيها مولعاً بالتهام الطعام أكثر من ولعه بالتفكير وبدت الملكةُ ماريا لويزا Maria Luisa وكأنها هي الرجل، لكنها كانت امرأة أيضاً فلم تكتف بزوجها المطيع وإنما فتحت ذراعيها لمانويل دي جودوي Manuel de Godoy الذي رفعته من ضابط في الحرس الملكي إلى رئيس للوزراء Chief minister• وكان الشعب الأسباني أكثر شعوب أوروبا التزاماً بالأخلاق في أمور الجنس، لذا فقد استاء كثيراً من هذه العلاقة الجنسية غير الشرعية لكن جودوي Godoy العاهر كان يحلم بفتح البرتغال ليحصل لنفسه على الأقل على دوقية، إن لم يكن مملكة• فهبَّ لمساعدة نابليون وحاول أن ينسى ما كان منه في سنة 6081 حين عرض صداقته المصحوبة بالعمل على بروسيا للتخطيط لشن حرب ضد فرنسا• وشجَّع نابليون آمال جودوي ووقّع في فونتينبلو Fontainebleau (72 أكتوبر سنة 7081) اتفاقاً لفتح البرتغال واحتلالها على أن يكون شمالها الغربي مع أوبورتو Oporto من نصيب الملكة الأسبانية، ومقاطعات الجارف Algarve وألينتجيو Alentego في الجنوب من نصيب جودوي Godoy، وما تبقّى في الوسط مع لشبونة يوضع تحت الحمايــة الفرنســية حتى صــدور تعليمات أخرى• وأضافت المادة الثالثة من المعاهدة أنه من المفهـــوم أن الأطــراف المتعاقــدة سيُقسِّمون بالتســاوي - بين أنفسهم - جــزر البرتغال ومستعمراتها وسائر ممتلكاتها البحرية (81) ونصت بنود سرّية على تعهد إسبانيا بإلحاق 0008 مقاتل من المشاة و 0003 مقاتل من الخيالة بجيش جونو Junot أثناء مروره بإسبانيا•
ووجدت الأسرة المالكة البرتغالية أَلاَّ طاقة لها بمقاومة هذه القوات المشتركة الفرنسية الأسبانية، فاستقلَّت سفينة إلى البرازيل• وفي 03 نوفمبر دخل جونو Junot لشبونة، وبدا أن فتح البرتغال قد اكتمل• ولكي يدفع نابليون تكاليف عملياته فرضَ على رعاياه الجُدد دفع تعويض مقداره مائة مليون فرنك، جزء من منه لمساعدة جونو Junot إذا ما أرسلت بريطانيا حملة عسكرية إلى البرتغال، وربما لتحقيق أغراض أكبر، وأرسل نابليون إلى أسبانيا ثلاثة جيوش إضافية جعل قادتها تحت قيادة مورا Mura الموحّدة وأمره باحتلال بعض المراكز الاستراتيجية قرب مدريد•
وكانت الخلافات في الحكومة الأسبانية بين يدي نابليون يُكيِّفها كيف شاء• لقد خشي فرديناند Ferdinand ذو الثلاثة والعشرين عاما وهو الوريث الظاهر لعرش إسبانيا أن يعوق جودوي Godoy طريقة إلى العرش فقاد بنفسه مؤامرة للإطاحة به، واكتشف جودوي المؤامرة فأمر بالقبض على فرديناند ومؤيدّيه في 72 أكتوبر واقترح محاكمتهم بتهمة الخيانة• وبعد ذلك بشهرين علم أن مورا Mura الذي يتقدم بجيوشه قد يعمل على إطلاق سراحهم، فبادر هو بإطلاق سراح فرديناند ومعاونيه واستعد للهرب إلى أمريكا مع الملك والملكة، فهاجت جماهير المدينة في 71 مارس سنة 8081 وقبضت على جودوي Godoy وأودعته في زنزانة بأحد السجون، وتنازل الملك الذي اعتراه الذهول عن العرش لابنه، وبناء على أوامر نابليون قاد مورا Murat جنوده إلى مدريد (32 مارس) وأطلق سراح جودوي ورفض الاعتراف بفرديناند ملكاً فتراجع شارل عن تنازله عن العرش وسادت الفوضى• وحثّ تاليران، الإمبراطور نابليون للاستيلاء على عرش إسبانيا أي أن يجعل من نفسه ملكاً على أسبانيا أيضاً (91)•
وانتهز نابليون الفرصة - وربما كان هو الذي دبّرها، فدعا كلا من شارلز الرابع Charles IV وفريناند السابع Ferdinand VII للالتقاء به في بايون Bayonne (على بعد حوالي عشرين ميلاً شمال الحدود الأسبانية الفرنسية) للنظر في إعادة الاستقرار والنظام للحكومة الأسبانية• ووصل الإمبراطور في 41 أبريل ووصل فرديناند في 02 من الشهر نفسه واستضاف نابليون الشاب ومستشاره كانون جوان إسكواكيز Canon Juon Escoiquiz على الغداء، وخَلُص نابليون إلى أن هذا الشاب غير ناضج انفعالياً وعقلياً وأن مهمة قيادة إسبانيا وجعلها في تحالف مفيد مع فرنسا، مهمة لا يقدر عليها، وأفضى نابليون بهذه النتيجة إلى اسكواكيز الذي نقلها إلى فرديناند معترضا عليها، واعترض الشاب بدوره على أساس أن العرش انتقل إليه بتنازل ابيه عنه، وأرسل جواسيس إلى مدريد يُخبر مؤيِّديه بأنه أصبح ولا مُعين له لمواجهة قوات نابليون، لكن الفرنسيين عاقوا هؤلاء الجواسيس فتمَّت إعادتهم وما معهم من رسائل إلى الإمبراطور (نابليون) ومع هذا فقد وصلت أخبار موقف فرديناند إلى العاصمة فاعترى الجماهير شكٌ في أن نابليون يعتزم إنهاء حكم أسرة البوربون في أسبانيا ومما زاد من شكوكهم ما انتشر من أخبار مُفادها أن شارل الرابع Charles IV والملكة وجودوي كانوا قد وصلوا إلى بايون Bagonne في 03 أبريل، وأن مورا Murat الذي يحكم مدريد الآن تلقى أوامر من نابليون بإرسال أخي الملك وابنه الأصغر وابنته إلى بايون• وفي الثاني من شهر مايو سنة 8081 - وهو اليوم الذي ظل مشهوراً فترة طويلة في التاريخ الأسباني باسم Dos de mayo - تجمعت جماهير غاضبة امام القصر الملكي الأسباني وحاولت منع الأمراء والأميرات من مغادرة القصر وقذفوا الجنود الفرنسيين بالحجارة، بل وقيل إنهم مزَّقوا بعض الجنود - ممن كانوا يحرسون العربة الملكية - إرباً، فأمر مورا Murat جنوده بإطلاق النيران على الجماهير حتى تتفرّق.
وتم ذلك بالفعل وقد سجل الفنان جويا Goya هذا المشهد بتعبير فني قوي وخلّد بعمله هــذا ذكـرى الحدث، وتم إخمــادُ التمرد في مدريد لكنه انتشر في سائر أنحاء أسبانيا الأخرى.
وعندما وصلت هذه الأنباء إلى نابليون في بيون Gagnnne (5 مايو) دعا كلاً من شارل فرناند للمثول عنده وفي إدى فورات غضبه المحسوبة أدانهما لسماحهما للأسبان بالانخراط في أعمال الفوضى مما جعلها - بشكل خطير - لا يمكن الاعتماد عليها كحليف لفرنسا، وما هذا إلا بسبب عدم كفاءتهما• ولام الوالدان ابنهما وكالا له الانتقادات متهمانه بأنه كان قد اعتزم قتل والديه (المقصود غالباً أنه بفعله هذا سيورد والديه موارد التهلكة)، واعطى نابليون الشاب المرتعد خفاً مهلة حتى الساعة الحادية عشرة مساء ليتنازل عن العرش، فإن رفض فسيعتبر مدبّر انقلاب ضد والديه ومن ثم يُسجن ويحال للمحاكمة بتهمة الخيانة، واستسلم الشاب فرديناند وأعاد التاج لوالده وولما كان شارل يتطلع للأمن والسلام أكثر مما يتطلع إلى السلطة والقوة فقد قدم الصولجان (العرش) لنابليون الذي عرضه بدوره على أخيه لويس فرفضه ومن ثم عرضه على أخيه جيروم Jerome الذي شعر أنه ليس ملائماً لمثل هذا المنصب الخطير، وأخيراً عرضه على أخيه جوزيف (يوسف) الذي تلقى بالفعل أمراً بقبوله وتم إرسال شارك Charles ولويزا Laisa وجودي Godoy ليعيشوا في منتجع في مارسيليا تحت الحراسة• أما فيرديناند وأخوه فقد هُدِّئا وجرى إرضاؤهما بتهيئة مَصْدر دخل يُدِرُّ عليهما عائداً مالياً كبيراً وعُهد إلى تاليران بإسكانهما في مكان مريح وآمن في قصره في فالنسي Valency• وأحسَّ نابليون أنه عقد صفقة رابحة فركب عائداً مرتاح البال إلى باريس وتلقَّته الجموعُ بحفاوة في كل خطوة باعتباره سيِّد أوروبا الغلاَّب•
وذهب مورا Mura - الذي كان يأمل أن يكون ملكاً على إسبانيا - ممتعضاً ليحل محل جوزيف (يوسف) كملك على نابلي• أما جوزيف - فبعد أن توقف في بيون Bagonne - دخل مدريد في 01 يونيو سنة 8081• لقد كان قد اعتاد على نابلي التي كان ملكاً عليها وسرعان ما أوحشته حياة المرح والسرور في إيطاليا، تلك الروح المرحة التي يتسم بها أهل جنوب إيطاليا والتي تلطّف قسوة الحياة، فهو لم يأنس ذلك في الأسبان الصارمين المتدينين• وقد جلب معه إلى أسبانيا دستوراً نصف ليبرالي كيّفه نابليون على عجل، يضم كثيراً من بنود مدوّنة نابليون القانونية لكنه قَبِلَ الكاثوليكية باعتبارها الدين المعتمد الوحيد في إسبانيا (نظراً لإصرار شارل الرابع على ذلك)، وحاول جوزيف ما وسعته المحاولة أن يكون حاكماً محبوباً من الشــعب وأيــده عدد كبير مــن الليبراليين الأسـبان، ولكن النبلاء ظلوا بعيدين عنه متحفّظين ازاءه، وأدانه الإكليروس (رجال الدين الأسبان) على أساس أنه متحرر التفكير (المقصود غير متمسك بأهداف الكاثوليكية) يتظاهر بما لا يُكنّه، وصُدِم العامةُ لأن نابليون قد أحل محل أسرتهم الحاكمة التي باركتها الكنيسة رجلاً لا يكاد يعرف كلمة من اللغة الأسبانية، ويفتقد تماماً الكارزما أو مقومات الشخصية المحبوبة كما هي في ذلك العصر•
وازداد الانتعاض ببطء ثم بسرعة، وتطور من مجرّد التجهم والعبوس إلى اللعن جهراً إلى التمرد• وظهرت روابط الفلاحين في كثير من بلاد أسبانيا وسلّحوا أنفسهم بالأسلحة القديمة والسكاكين الحادة فصارت كل البيوت مصانع للسلاح وصارت كل عباءة شركاً يُخفي سلاحاً وراحوا يقتنصون كل فرنسي يشرد من معسكره أو يبتعد عن فرقته ورفع الإكليروس الأسبان (رجال الدين) الصلبان في مواجهة البنادق الفرنسية واتهموا جوزيف بأنه لوثري وماسوني ومهرطق وحرّضوا جماهيرهم على العصيان المسلّح باسم الرب وأمِّه الطاهرة والقديس جوزيف (02) وتفجّر الحماس ضد الفرنسيين مما أدى إلى عمليات بتر أعضاء وإخصاء وصلب وقطع رؤوس وشنق وإجلاس على الخوازيق (خوزقة) كما صوّر لنا الفنان جويا Goya• وأعاد الجيش الأسباني تشكيلاته وانضم للثوار واجتاحت كتائبهم الموحّدة الحاميات الفرنسية المتناثرة والتي ينقصها العتاد والرجال• وفي بعض الأحيان تمكنت القوات الأسبانية من التفوق على قوات الفرنسيين الذين لم يألفوا الأرض الأسبانية كما كانوا يعانون نقصاً في الرجال والعتاد، ففي بيلا Beulen (شمال شرق قرطبة) توهمت فرقتان عسكريتان فرنسيتان أنهما محاصرتان بقوات كثيرة العدد والعُدَد فاستسلمتا في واحدة من أكثر الهزائم خزياً في التاريخ وأسر الأسبان 008,22 وتم اقتيادهم إلى جزيرة كابريرا Cabrera الصغيرة فمات مئات منهم جوعاً ومرضاً• وقد حدثت هذه الواقعة في 02 يوليو سنة 8081• ولما تم تجريد جوزيف (أخو نابليون) من قواته العسكرية الرئيسية انسحب مع ما تبقى من قواته من مدريد إلى خط دفاعي على طول الإبرو Ebro على بعد 071 ميلاً شمال شرق العاصمة•
وفي هذه الأثناء أرسلت الحكومة الإنجليزية - بعد أن صارت واثقة من تناقص قوات جونو Junot في لشبونة وأن لم يعد ممكنا أن تتلقى دعماً إسبانياً - أرسلت السير آرثر ولسلى (يُكتب أيضاً ولزلي) Arthur Wellesely (دوق ولنجتون فيما بعد) بأسطول وجيش إلى البرتغال• فأنزل رجاله عند مصب نهر مونديجو Mondego في أول يوليو سنة 8081 وسرعان ما انضمت إليه فرق مشاة برتغالية• وقاد جونو Junot - الذي كان قد أَنِسَ إلى الراحة بدلاً من جعل قوّاته في حالة استعداد - قوّاته البالغ عددها 000,31 مقاتل من المجندين إلزامياً من لشبونة لمواجهة قوات وِلْسِلي (ولزلي) البالغ عددها 000,91 في فيميرو Vimeiro في 12 أغسطس سنة 8081 فمني بهزيمة نكراء، وعادت البرتغال للتحالف مع إنجلترا، وبدا الغزو الفرنسي لشبه جزيرة أيبيريا وقد تحول لكارثة بالنسبة للفرنسيين•
وعندما وصل نابليون إلى باريس في 41 أغسطس سنة 8081 بعد جولته الاحتفالية في محافظاته (دوائره) الغربية وجد أعداءه التقليديين سعيدين للنكسة التي ألمت بالجيوش الفرنسية في شبه جزيرة ايبيريا، وشرعوا بالفعل في تكوين تحالف ضد نابليون الذي أصبح الآن قابلاً للهزيمة• وكان مترنيخ Metternich سفير النمسا لدى فرنسا يتحدث مع نابليون عن السلام بينما يُخطط للحرب• وكتب فريهر فوم أوند تسوم شتين Freiherr vom und zum Stein رئيس الوزراء البروسي اللامع التوّاق للتحرر من الاحتلال الفرنسي - إلى صديق له في شهر أغسطس من العام الآنف ذكره قائلاً: هنا تبدو الحرب بين النمسا وفرنسا مسألة لا مفر منها، وهذه الحرب ستقرر مصير أوروبا (12) ووافق نابليون الذي استولى وكلاؤه (جواسيسه) على هذا الخطاب، على ما ورد به، فالحرب كما كتب إلى أخيه لويس مؤجلة حتى الربيع (22)•
وتأمل نابليون في خياراته، أيجب عليه أن يقود جيشه الكبير الذي لم يعرف الهزيمة إلى أسبانيا ويقمع تمردها ويطارد ويلسلي (ولزلي) ليعود إلى سفنه، ويسد الفجوة البرتغالية ليُحكم الحصار المضاد ضد بريطانيا ويخاطر بالجبهة الشرقية على أساس أن النمسا وبروسيا ستضربان بينما أفضل جنوده على بعد ألف ميل - هناك في البرتغال؟ إن اسكندر في تليست Tilsit كان قد وعد بمنع مثل هذا الهجوم بينما كانت إسبانيا معه، لكن أيصمد القيصر ويحافظ على وعده امام الضغوط الواقعة عليه؟ ناهيك عن إمكان رشوته• وبعد أن تفكّر نابليون في الأمر دعا القيصر إلى مؤتمر في إرفورت Erfurt حيث يمكنه أن يحيطه بكوكبة لامعة من السياسيين لجعله يلتزم بما كان قد تعهّد به•

## الحرب الثانية

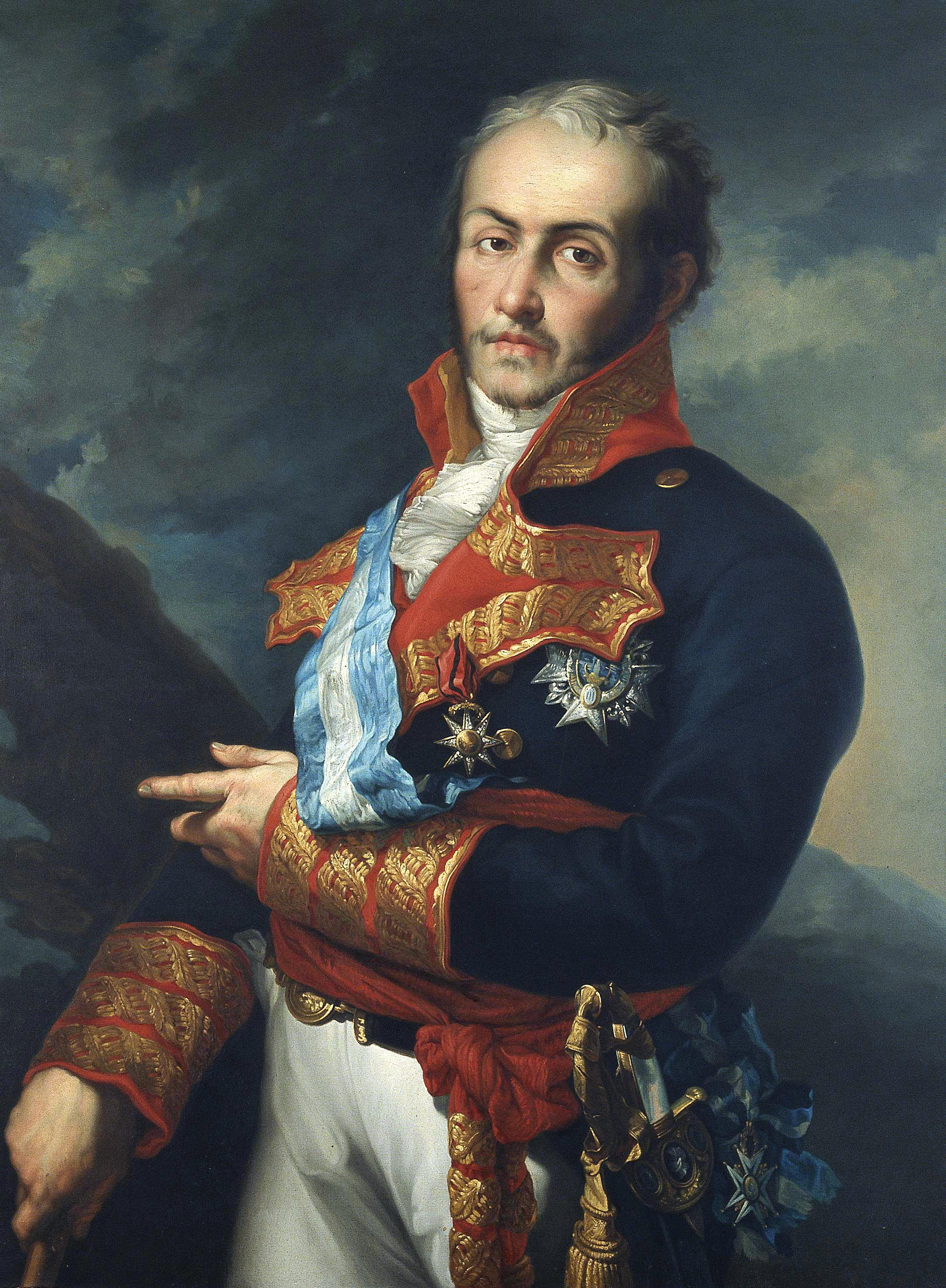
الجنرال لا رومانا بريشة ڤيسنته لوپث إ پورتانيا.

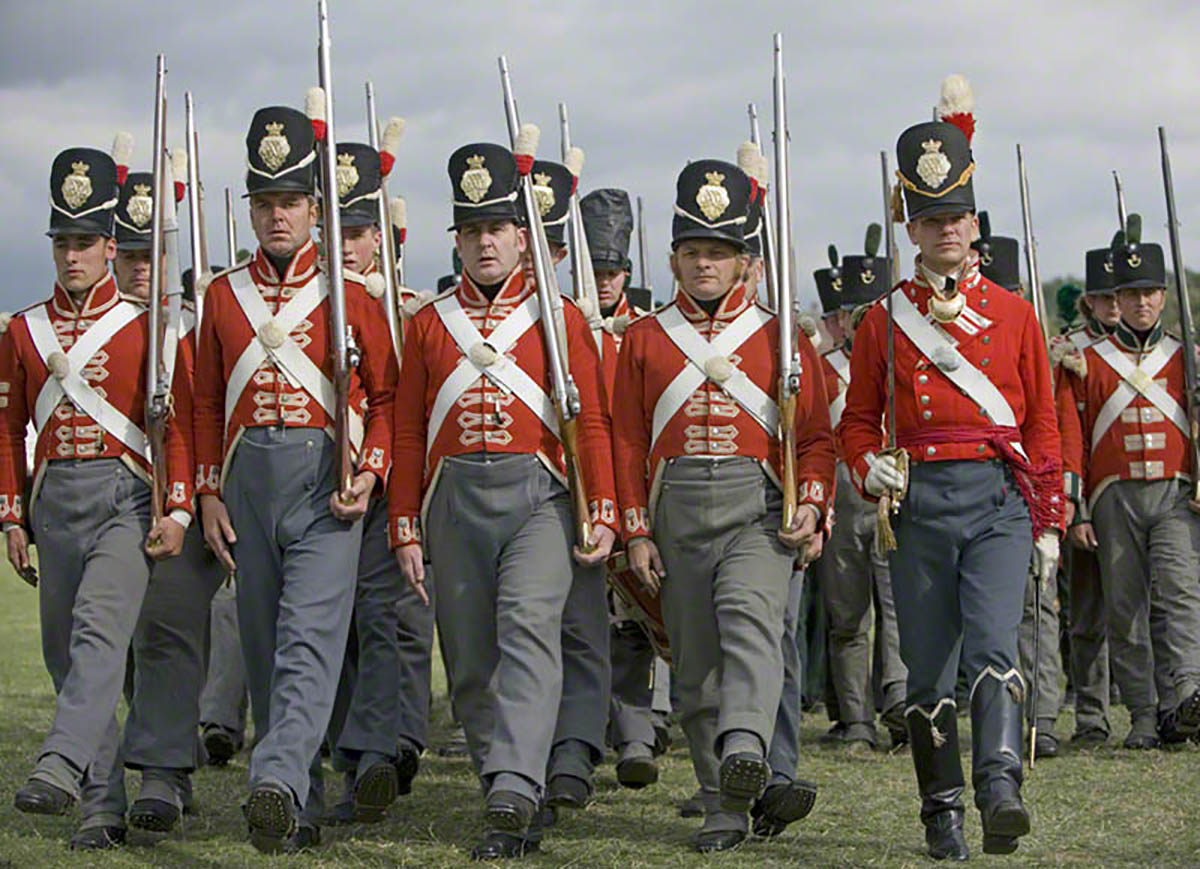
معيدو تمثيل 33rd Regiment of Foot المعاطف الحمراء التابعين لولنگتن الذين قاتلوا في الحروب الناپليونية، 1812 – 1815، وهنا يـُظهرون the standard line 8th Company

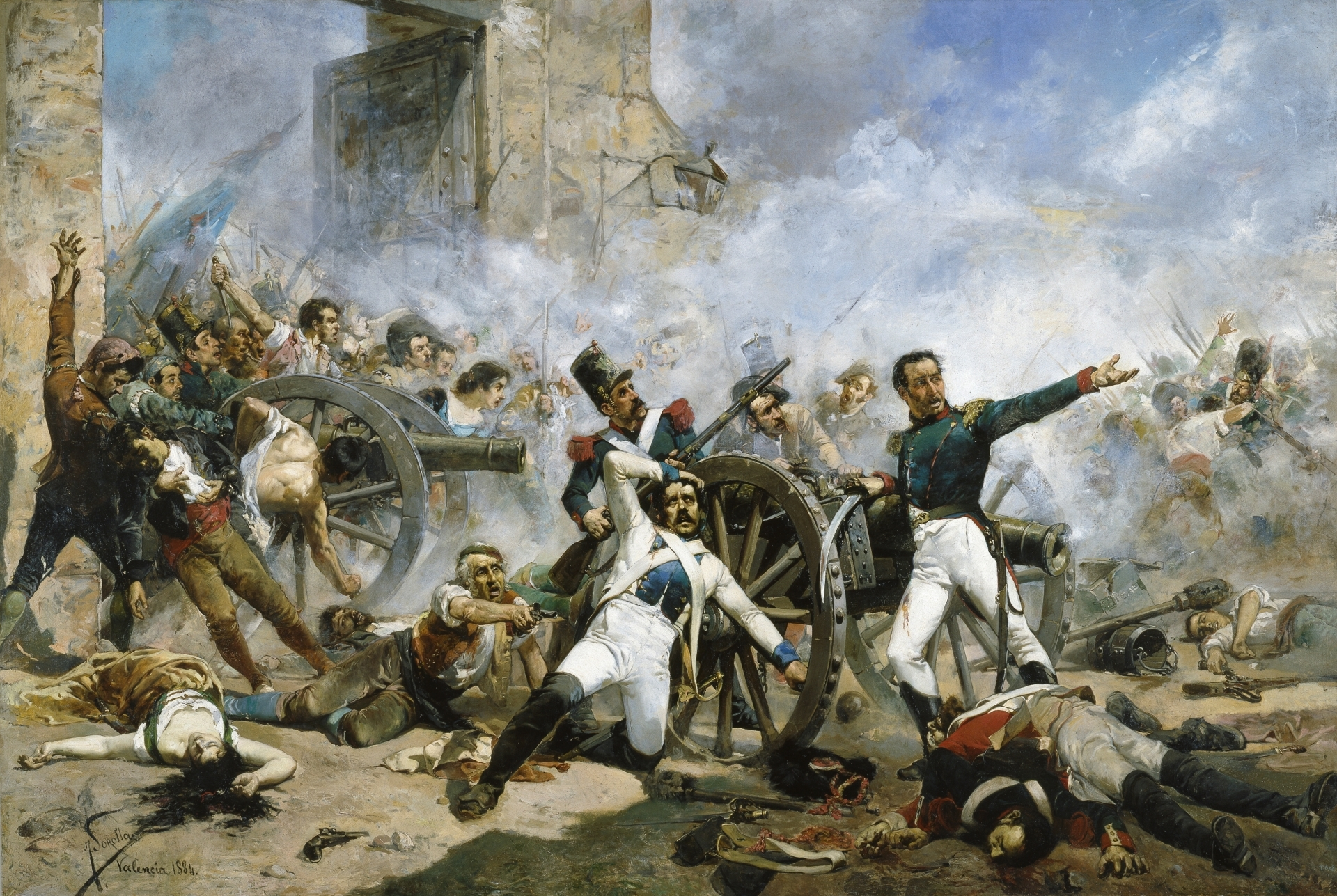
Second of May, 1808: the defenders of Monteleón make their الوقفة الأخيرة

وفي سنة 1808 أصبح ليفتنانت جنرال، وفي شهر يوليو من العام نفسه عهد إليه بقيادة 13,500 مقاتل لطرد جونو Junot والفرنسيين من البرتغال• وفي أول أغسطس رسا برجاله في ساحل خليج موندگو Mondego إلى الشمال من لشبونه بمائة ميل• وانضم إليه هناك نحو 0005 برتغالي، ووصله خطاب من وزارة الحرب تعده فيه بإمداده بمحاربين آخرين عددهم 00051 في أقرب وقت، لكن الخطاب أضاف أن السير هيو دالرمپل Hew Dalrymple البالغ من العمر ثمانية وخمسين عاما سيكون على رأس هذا المدد وسيتولى القيادة العليا للحملة كلها، ولكن ويلزلي Wellesley كان قد وضع خططه بالفعل ولم يكن سعيدا بالعمل تحت قيادة قائد آخر، فقرر ألا ينتظر وصول المدد المكون من 15,000 مقاتل، فاتجه شمالا على رأس رجاله البالغ عددهم 005,81 ليخوض المعركة التي ستحدد مصير جونو Junot ومصيره (أي مصير ويلزلي)، وكان جونو Junot قد سمح لرجاله بالانغماس في اللهو بكل أنواعه في العاصمة، وكان على رأس 13,000 مقاتل، فقبل التحدي لكنه عانى هزيمة منكرة في ڤيميرو Vimeiro بالقرب من لشبونة (12 أغسطس 8081)•

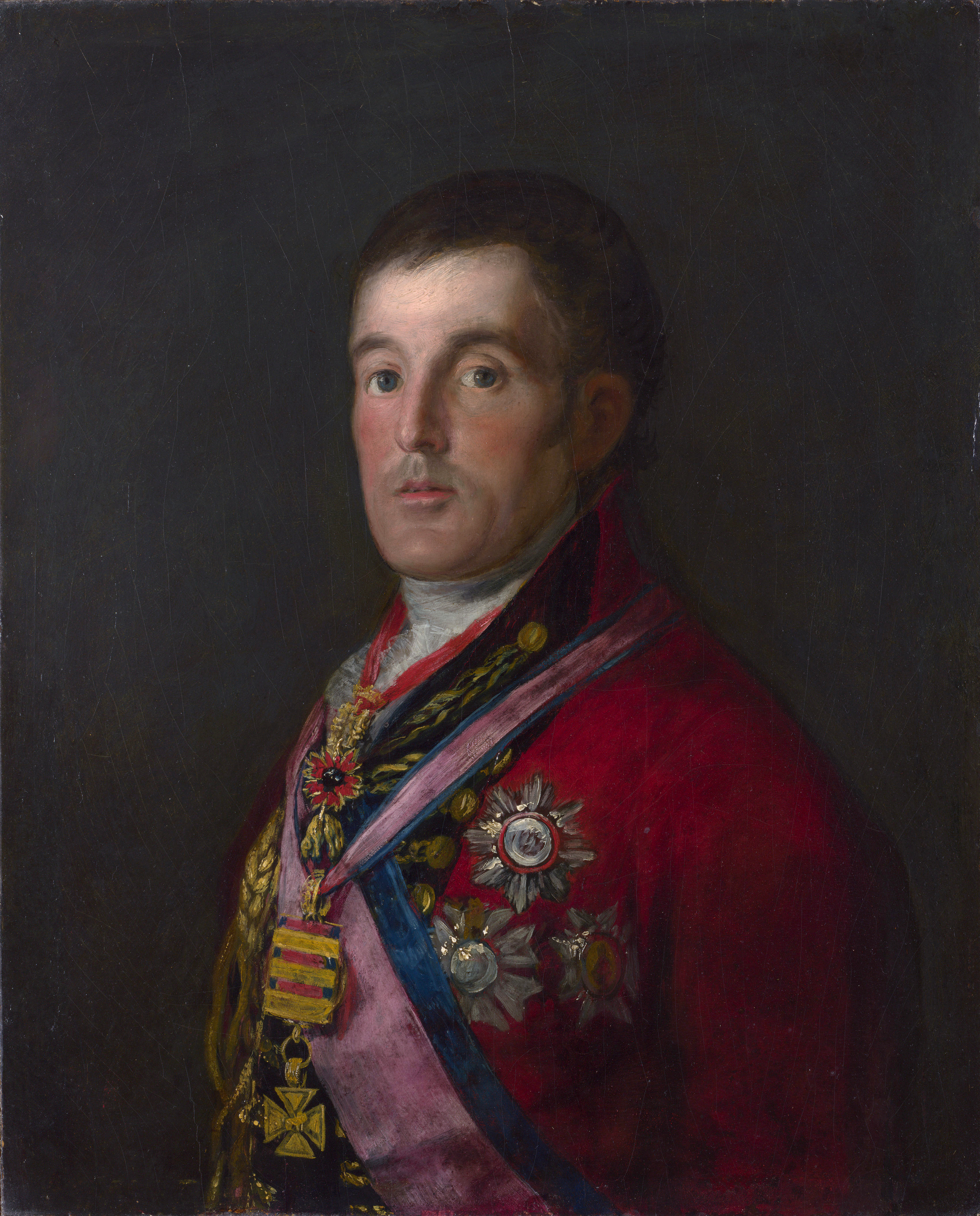
پورتريه لدوق ولنگتن، بريشة فرانسيسكو گويا، 1812–14.

ووصل دالريمبل Dalrymple بعد المعركة فتولى القيادة، وأوقف مواصلة زحف القوات البريطانية ورتب مع جونو Junot اتفاق سنترا Cintra (3 سبتمبر) يسلم بمقتضاه كل المدن والحصون التي كان الفرنسيون قد استولوا عليها في البرتغال، على أن ينسحب بمن بقي من رجاله بأمان، ووافق البريطانيون على تقديم سفنهم لنقل الراغبين في العودة إلى فرنسا، ووقع ويلزلي Wellesley الوثيقة شاعراً أن تحرير البرتغال بمعركة واحدة أمر يستحق من بريطانيا بعض الرضا• واتفاق سنترا Cintra هذا هو الاتفاق الذي وافق الشاعران وردزورث ولورد بايرون على أنه غباء لا يصدق (وإن كانا لم يرددا هذا الرأي بعد ذلك إلا نادرا) فهؤلاء المقاتلون الفرنسيون الذين تم إطلاق سراحهم سرعان ماسيجندون مرة أخرى لمحاربة بريطانيا وحلفائها• وتم استدعاء ويلزلي Wellesely إلى لندن لا ستجوابه، فذهب غير آسف تماما فهو لم يكن راغبا في الخدمة تحت قيادة دالريمبل Dalrymple وكان يكره الحرب بالفعل• لقد قال بعد أن حقق انتصارات كثيرة اسمع رأيي عن الحرب: إنك إن خضت الحرب ولو ليوم واحد فستدعو الله القدير ألا تشهدها ولو لساعة واحدة مرة أخرى (81)• ويبدو أنه أقنع محاكميه أن اتفاق سنترا قد أنقذ حياة الآلاف من البريطانيين وحلفائهم بمنع القوات الفرنسية من إبداء المزيد من المقاومة• وبعد ذلك عاد إلى أيرلندا منتظراً فرصة أفضل لخدمة بلاده واسمه ذي السمعة الطيبة•

### حرب شبه الجزيرة الأيبيرية: الحرب الثالثة1808-1812
لقد كان ملك إسبانيا جوزيف بونابرت في اضطراب لا مزيد عليه• لقد عمل على اكتساب قبول واسع أكثر من القبول الذي حباه به بعض الليبراليين• وكان الليبراليون يؤيدون إجراءات المصادرة ضد الكنيسة الثرية ولكن جوزيف الذي كان يعاني من شهرته كلا أدري (اللاأدري هو الموقن بأن الأمور غير المادية يصعب الوصول إليها باليقين الإيماني) كان يدرك أن أي تصرف منه ضد رجال الدين سيسارع يإشعال نيران المقاومة ضد الحكم الأجنبي (الفرنسي) وكانت الجيوش الإسبانية التي هزمها نابليون قد جرى تشكيلها من جديد في مناطق إسبانية متفرقة، حقيقة أنها لم تكن منظمة منضبطة، لكنها كانت متحمسة• واستمرت حرب العصابات التي يشنها الفلاحون ضد مغتصبي العرش كل عام في الفترة ما بين موسم البذر وموسم الحصاد، وكان يتحتم على الجيش الفرنسي في إسبانيا أن يقسم نفسه إلى قوات متفرقة يقودها جنرالات متحاسدون يخوضون معارك في جو من الفوضى وعدم الانضباط أعجز جهود نابليون للتنسيق بينهم من مقره في باريس• قال كارل ماركس لقد تعلم نابليون درساً مفاده أنه إذا كانت الدولة الإسبانية قد ماتت، فإن المجتمع الإسباني لا يزال مفعما بالحياة وأن كل جانب منه يفيض رغبة في المقاومة•• لقد كان محور المقاومة الإسبانية في كل مكان وليس في مكان واحد (91)• وبعد انهيار الجيش الفرنسي الرئيسي في بيلن Bailen انضم الجانب الرئيس من الأرستقراطية الإسبانية إلى الثورة وبذلك حولوا الكراهية الشعبية التي كانت موجهة إليهم إلى الغزاة•
وكان للتأييد الفعال الذي قدمه رجال الدين الإسبان للثورة أثره المهم في تحويل الحركة عن الأفكار الليبرالية، بل لقد حدث العكس فقد أدى نجاح حرب التحرير الإسبانية إلى تقوية الكنيسة ومحاكم التفتيش (02)• ومع هذا فقد ظلت بعض العناصر الليبرالية موجودة في المجالس السياسية Juntas في المديريات (الولايات) الإسبانية المختلفة، وكانت هذه المجالس ترسل ممثلين عنها للمجلس الرئيسي (على مستوى الوطن كله) في قادش Cadiz، وكان هؤلاء يكتبون دستورا جديدا•

## الانسحاب من البرتغال (أغسطس 1808)

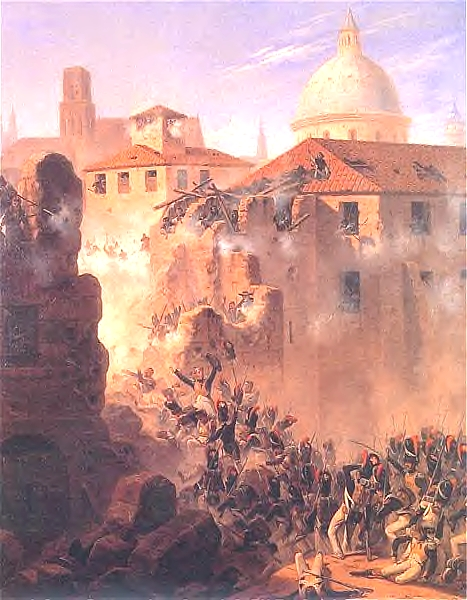
Assault on Saragossa by January Suchodolski, Oil on canvas

لقد كانت شبه الجزيرة الأيبيرية مفعمة بالعصيان المسلح والآمال والإيمان الكاثوليكي، بينما كان جوزيف بونابرت يتطلع إلى نابلي، في حين كان نابليون يحارب النمسا وكان ويلزلي Wellesely (ولنجتون) يستعد لينقض مرة ثانية من إنجلترا ليساعد في عودة أسبانيا إلى ما كانت عليه في العصور الوسطى، مع أنه هو نفسه (ويلزلي) كان رجلا عصريا بكل معنى الكلمة•

## Napoleon's campaign (October 1808–January 1809)

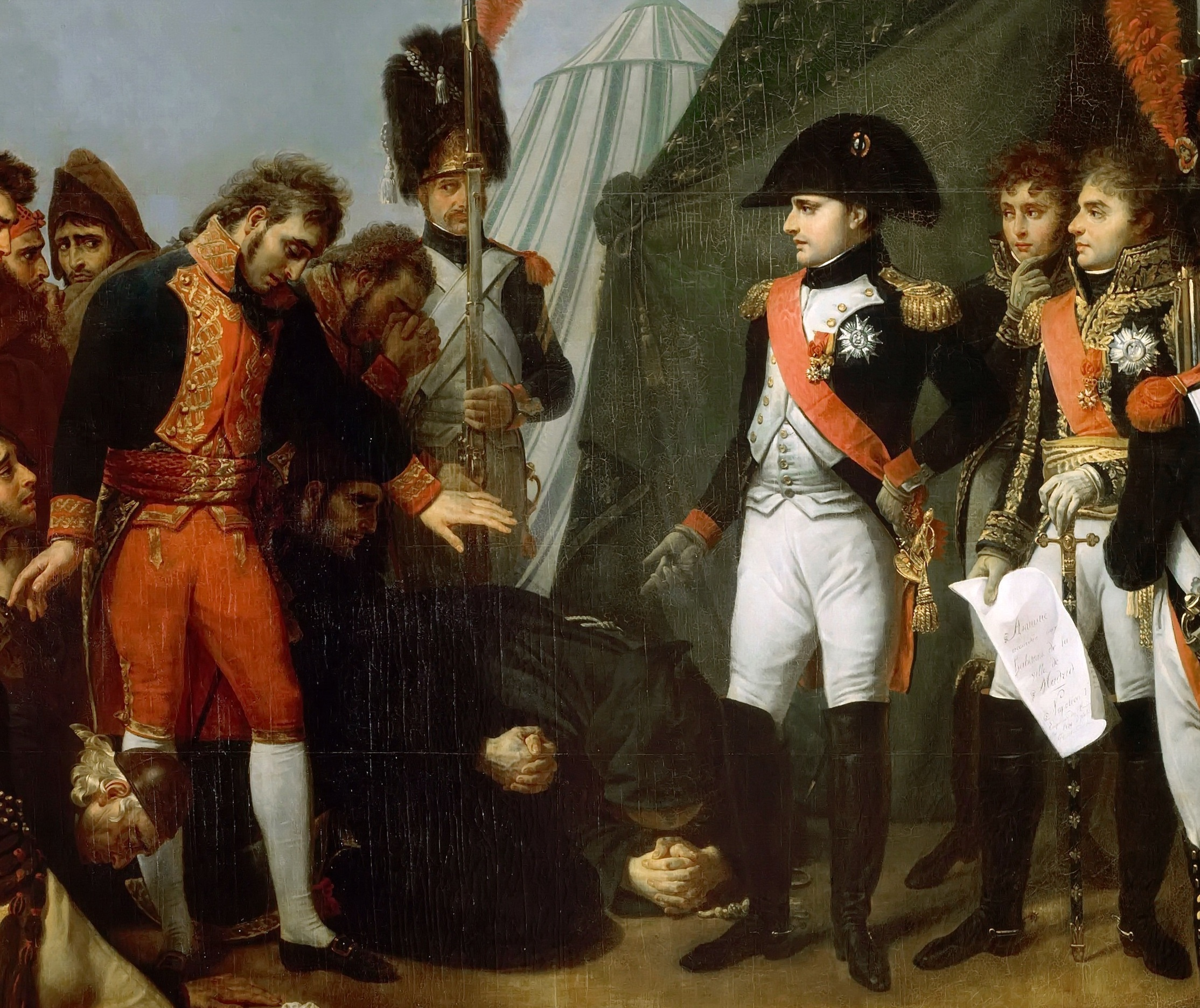
Spanish officials surrender Madrid to Napoleon. أنطوان قروس, 1810

وكان السير جون مور John Moore - قبل موته في (16 يناير 1608) قد نصح الحكومة البريطانية ألا تقوم بمحاولات أخرى للسيطرة على البرتغال، فقد كان يعتقد أن الفرنسيين سينفذون أوامر نابليون بضم البرتغال إلى فرنسا عاجلاً أم آجلا، كما كان يعتقد أن إنجلترا لن تجد وسيلة لنقل العدد العدد الكافي من الجنود لمواجهة 100,000 جندي فرنسي موسمى في أسبانيا كما أنها لن تتمكن من تدبير المؤن اللازمة لجنودها• لكن السير آرثر ويلزلي كان قلقا في أيرلندا وأخبر وزير الحرب أنه إذا أتاح له قيادة عشرين ألف أو ثلاثين ألف جندي بريطاني ودعم وطني، فإنه يستطيع أن يحفظ البرتغال بعيدة عن قبضة أي جيش فرنسي لايزيد عن 000,001 مقاتل (12)، ووافقت الحكومة البريطانية وألزمته بكلماته، وفي 22 أبريل سنة 1809 وصل إلى لشبونة على رأس 000,52 بريطاني وصفهم في وقت لاحق بأنهم حثالة الأرض••• ومجموعة من الأوغاد•• لايمكن السيطرة عليهم إلا بالسياط، إذ إنهم لم يخلقوا إلا للسكر (22)• لكنهم يستطيعون القتال بشراسة إذا لم يكن أمامهم سوى خيار واحد: إما أن يقتلوا (بفتح الياء) أو يقتلوا (بضم الياء)• وتحسبا لوصول ويلزلي وقواته، حرك المارشال سولت Soult 000,32 جندي فرنسي إلى أوبورتو Oporto وفي هذه الأثناء كان جيش فرنسي آخر بقيادة المارشال كلود فكتور Claude Victor يتقدم من الغرب على طول التاجوس Tagus• وقرر ويلزلي Wellesley - الذي كان قد درس معارك نابليون بدقة - أن يهاجم سولت Soult قبل أن يتمكن المارشلان من ضمّ قواتهما معاً لشنّ هجوم على لشبونة التي تمكن البريطانيون منها• وبعد أن انضم إلى قوات ويلزلي البالغة 000,52 مقاتل، 000,51 مقاتل برتغالي بقيادة وليام كار برسفورد W. Carr Beresford (ڤايكونت برسفورد) قادهم جميعا إلى نقطة على نهر دورو Douro في مواجهة أو اوپورتو Oporto.

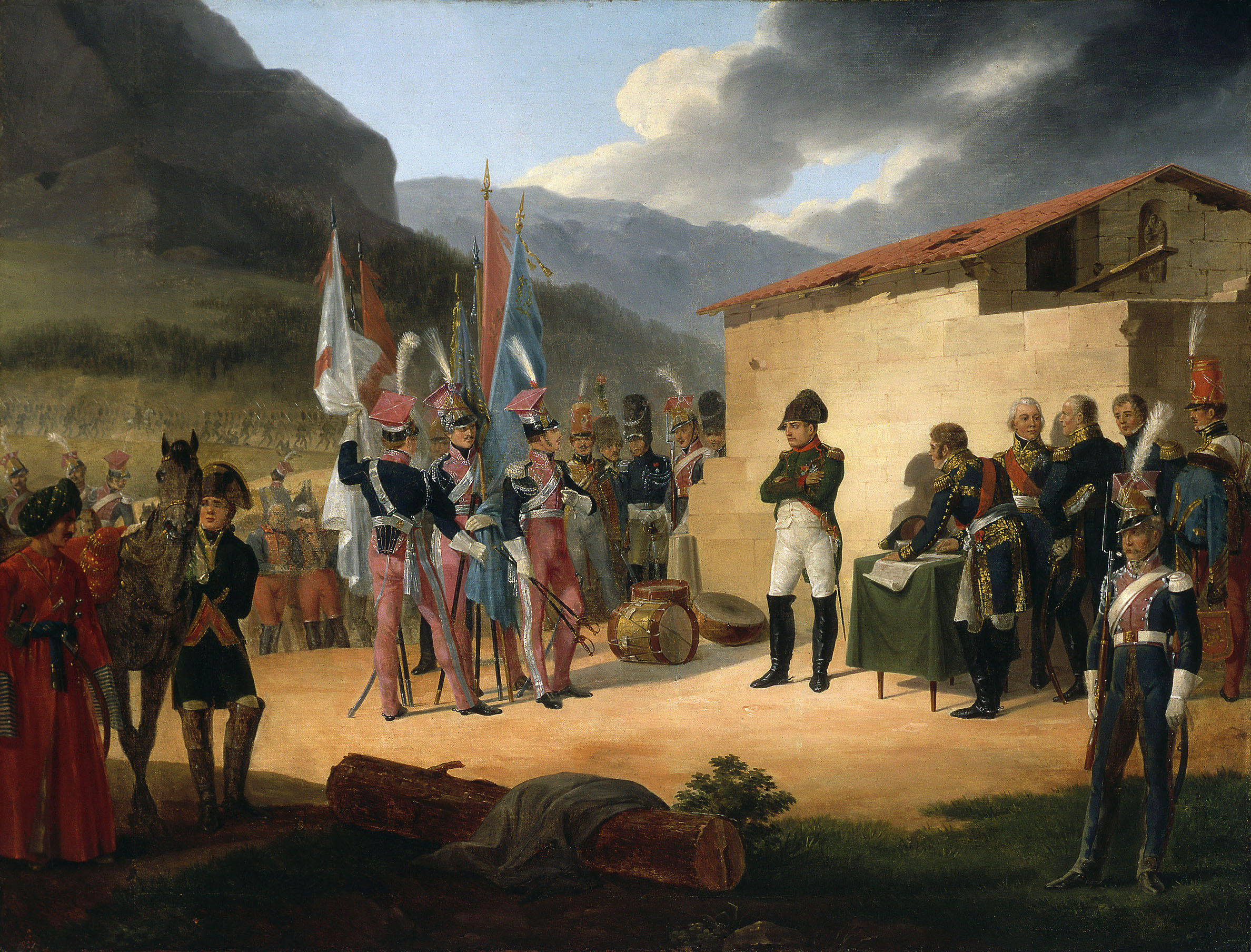
The Battle of Tudela by January Suchodolski. Oil on canvas, 1895.

وفي 21 مايو سنة 9081 عبر مجرى النهر وهاجم مؤخرة جيش سولت Soult بشكل مفاجئ فتراجع الجيش الفرنسي وعمته الفوضى، وخسر الجيش الفرنسي 0006 قتيل وكل مدفعيته، ولم يتعقب ويلزلي الجيش الفرنسي المنهزم فقد كان عليه أن يسرع جنوبا للتصدي لجيش فرنسي آخر بقيادة فيكتور، لكن فيكتور بعد أن علم بهزيمة سولت Soult استدار عائداً إلى تالافيرا Talavera وهناك تلقى من جوزيف مددا زاد من عدد جيشه ليصبح 000,64 مقاتل، ولم تكن قوات ويلزلي تزيد على 000,32 بريطاني و 000,63 أسباني، والتقى الجيشان في تالافيرا في 82 يوليو سنة 9081، وهرب الجنود الإسبان ومع هذا فقد تمكن ويلزلي من تكبيد جيش فكتور 0007 قتيل وجريح واستولى منه على 71 مدفعا• وسيطر ويلزلي على ميدان المعركة رغم أن جيشه فقد 0005 ما بين قتيل وجريح، وقدرت الحكومة البريطانية كفاءة ويلزلي وشجاعته فأصبح يحمل لقب فيكونت ولنجتون.
ومع هذا فقد أدى انتصار نابليون في معركة واجرام Wagram (9081) وزواجه من ابنة الإمبراطور النمساوي (مارس 1810) إلى وضع حد لولاء النمسا لإنجلترا• وكانت روسيا لا تزال حليفة لفرنسا، وكان هناك 138,000 جندي فرنسي إضافي مستعدين للخدمة العسكرية في أسبانيا، وكان المارشال أندريه ماسينا Andre Massena بجنوده البالغ عددهم 000 و56 يخطط للخروج بهم من أسبانيا لغزو البرتغال• وأخبرت الحكومة البريطانية ولنجتون أنه إذا غزا الفرنسيون أسبانيا مرة أخرى فلا جناح عليه إن انسحب بجيشه إلى إنجلترا (32)• وكانت هذه لحظة حرجة في مهمة ولنجتون، فالانسحاب - رغم أن الحكومة البريطانية قد سمحت به - قد يلوث سجله إذا لم يحقق نصراً كبيرا على نحو ما يخفف من وطأة الانسحاب، فقرر أن يخاطر برجاله وبمهمته وبحياته بضربة أخرى تعتمد على الحظ (برمية نَرْد أخرى)، وفي هذه الأثناء كان قد جعل رجاله يقيمون خطا من التحصينات إلى الشمال من قاعدته في لشبونة بخمسة وعشرين ميلا من التاجوس Tagus وعبر تورز فيدراس Torres Vedras حتى البحر• وبدأ ماسينا Massena معركته بالاستيلاء على حصن سيوداد رودريجو Ciudad Rodrigo الإسباني ثم عبر إلى البرتغال بستين ألف مقاتل• وكان ولنجتون على رأس 000,25 من المتحالفين (بريطانيين وأسبان وبرتغاليين) فالتقى به في بوساكو Bussaco (شمال كويمبرا Coimbra) في 72 سبتمبر سنة 0181 فتكبّد 0521 ما بين قتيل وجريح أما ماسينا فتكبّد 006,4، ومع هذا فقد أدرك ولنجتون أنه لن يستطيع - كماسينا - التعويل على مدد يأتيه، لذا فقد تراجع إلى تحصينات تورس فيدراس Torres Vedras وأمر رجاله باتباع سياسة الأرض المحروقة أي تدمير كل ما يلقونه في طريق تراجعهم حتى يعاني جيش ما سينا من الجوع، وفي 5 مارس سنة 1181 قاد ماسينا جنوده الجياع عائداً إلى أسبانيا وأسلم القيادة لأوجست مارمون Auguste Marmont• وبعد أن قضى ولنجتون فترة الشتاء في الراحة وتدريب رجاله أخذ المبادرة فاتجه إلى أسبانيا على رأس جنوده البالغ عددهم 000,05 وهاجم قوات مارمون البالغ عددها 000,84 بالقرب من سالامانكا Salamanca في 22 يوليو 2181، ففقدت القوات الفرنسية 000,41 ما بين قتيل وجريح بينما فقد البريطانيون وحلفاؤهم 007,4، وانسحب مارمون.

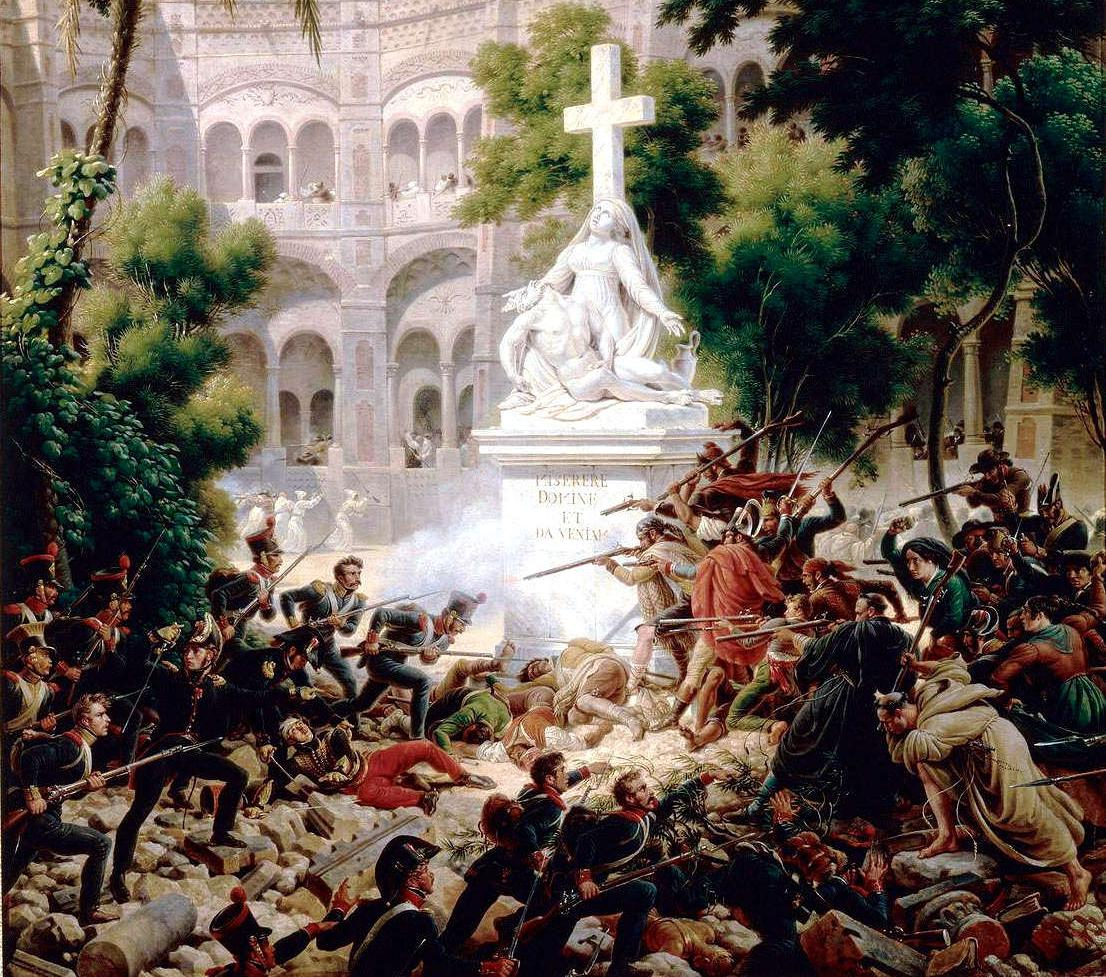
Saragossa : The assault on the Santa Engracia monastery. Oil on canvas, 1827.

وفي 12 يوليو غادر الملك جوزيف بونابرت مدريد على رأس 000,51 مقاتل لتقديم النجدة لمارمون، لكنه علم في أثناء الطريق بما حل بمارمون من هزيمة، فلم يجرؤ (أي الملك جوزيف بونابرت) على العودة للعاصمة (مدريد) فقاد قواته إلى فالنسيا Valencia ليلحق هناك بجيش فرنسي أكبر عددا بقيادة المارشال سوشيه Sochet ولحق به - بعجلة وفوضى - 10,000 من المتفرنسين (المؤيدين للحكم الفرنسي من الإسبان والبرتغاليين) وحاشيته وموظفوه• وفي 21 أغسطس دخل ولنجتون مدريد فرحبت به الجماهير بحماس بالغ، تلك الجماهير التي ظلت غير مفتونة بدستور نابليون• وكتب ولنجتون لأحد أصدقائه إنني بين أُناس يكاد الفرح يذهب بعقولهم• لقد منحني الرب حظاً سعيداً أرجو أن يستمر لأكون أداة لتحقيق استقلاله (42)• لكن الرب تردّد فلم يُعطه استمراراً لهذا الحظ فقد أعاد مارمون تنظيم جيشه خلف تحصينات بورجو Burgos، فحاصره ولنجتون هناك؛، وتقدم جوزيف من فالنسيا Valencia على رأس 0009 مقاتل لمواجهة القوات البريطانية والمتحالفين معها، فتراجع ولنجتون (81 أكتوبر 2181) متجاوزاً سالامانكا إلى سيوداد رودريجو Ciudad Rodrigo وفقد في أثناء تراجعه 0006 من قواته (بين قتيل وجريح)، ودخل جوزيف مدريد مرة أخرى وسط استياء عارم من الجماهير، وإن ابتهجت الطبقة الوسطى لعودته، وفي هذه الأثناء كان نابليون يرتجف في موسكو، وظلت أسبانيا - مثلها في ذلك مثل سائر أوروبا - في انتظار نتيجة مغامرته التي ستؤثر في أحوال القارة الأوروبية•

## 1810

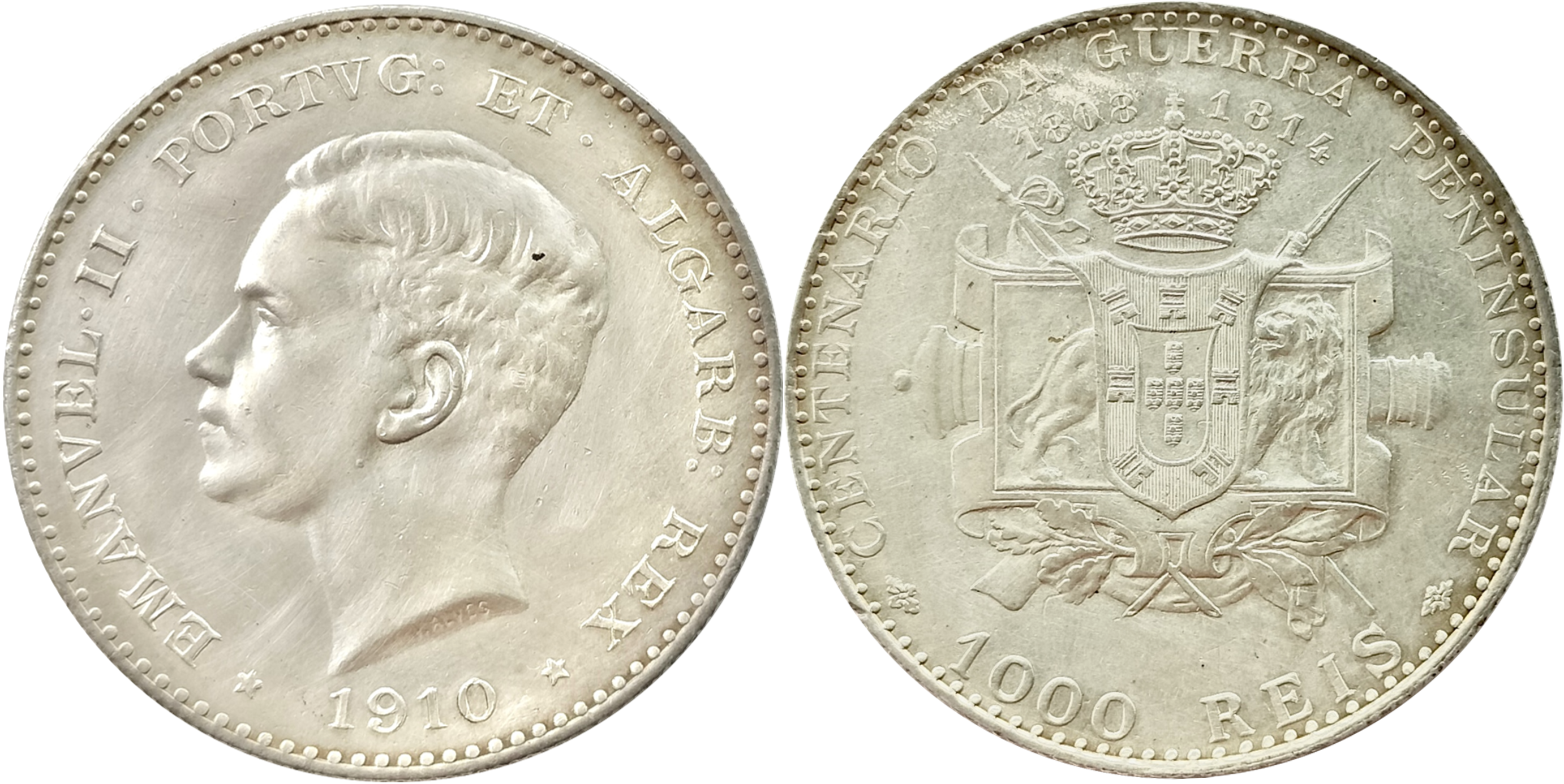
عملة فضية: 1000 ريال مانويل الثاني ملك البرتغال، 1910 - إحياءً لذكرى حرب شبه الجزيرة

### نظام حكم جوزيف الأول
كان جوزيف مقتنعًا بالعمل داخل الجهاز الذي كان موجودًا في ظل النظام القديم، بينما وضع مسؤولية الحكومة المحلية في العديد من المقاطعات في أيدي المفوضين الملكيين. بعد الكثير من التحضير والنقاش، قُسمت إسبانيا في 2 يوليو 1809 إلى 38 مقاطعة جديدة، يرأس كل منها مشرف يعينه الملك جوزيف، وفي 17 أبريل 1810 حوِلت هذه المقاطعات إلى محافظات على الطراز الفرنسي ومحافظات فرعية.
حصل الفرنسيون على قدر من الإذعان بين الطبقات المالكة. رسم فرانثيسكو دي غويا، الذي ظل في مدريد طوال فترة الاحتلال الفرنسي، صورة جوزيف ووثق الحرب في سلسلة من 82 نقشًا سميت (كوارث الحرب). تسنى للعديد من الضباط الإمبراطوريين أن يحيوا حياة مريحة. بين القطاعات الليبرالية، والجمهورية، والراديكالية من السكان الإسبان والبرتغاليين كان هناك دعم كبير لغزو فرنسي محتمل. استخدِم مصطلح أفرانسيسادو (متفرنس) (تحول إلى فرنسي) للإشارة إلى أولئك الذين دعموا التنوير، والمثل العلمانية، والثورة الفرنسية. اعتمد نابليون على الدعم من هؤلاء الأفرانسيسادو في إدارة الحرب وإدارة البلاد. أزال نابليون جميع الامتيازات الإقطاعية والدينية، لكن سرعان ما جاء معظم الليبراليين الإسبان لمعارضة الاحتلال بسبب العنف والوحشية التي أتى بها. كتب الماركسيون أنه كان هناك تعريف إيجابي من جانب الناس للثورة النابليونية، لكن ربما يكون من المستحيل إثبات ذلك لأن التعاون كان عمليًا وليس أيديولوجيًا.
تنازل الملك جوزيف عن العرش وعاد إلى فرنسا بعد هزيمة القوات الفرنسية الرئيسية على يد تحالف تقوده بريطانيا في معركة فيتوريا عام 1813.

### ظهور حرب العصابات
تعتبر حرب الاستقلال الإسبانية واحدة من أوائل الحروب الشعبية، وهي مهمة لظهور حرب عصابات واسعة النطاق. ومن هذا الصراع استعارت اللغة الإنجليزية الكلمة. أقلقت العصابات القوات الفرنسية، لكنهم أخافوا مواطنيهم بالتجنيد الإجباري والنهب. كان العديد من الثوار إما يفرون من القانون أو يحاولون الثراء. في وقت لاحق من الحرب، حاولت السلطات جعل العصابات موثوقة، وشكل العديد منهم وحدات من الجيش النظامي مثل «صيادو نافارا» بقيادة إسبوزي مينا. اعتقد الفرنسيون أن الاستبداد المستنير قد أحرز تقدمًا أقل في إسبانيا والبرتغال مقارنة بأي مكان آخر، وأن المقاومة كانت نتاج قرن من الزمن لما اعتبره الفرنسيون تخلفًا في المعرفة والعادات الاجتماعية، والظلامية الكاثوليكية، والخرافات، والثورة المضادة.
كان أسلوب حرب العصابات في القتال من التكتيكات الأكثر فعالية للجيش الإسباني. انتهت معظم المحاولات المنظمة من قبل القوات الإسبانية النظامية لمواجهة الفرنسيين بالهزيمة. بمجرد خسارة المعركة عاد الجنود إلى أدوارهم في حرب العصابات، وقيدوا أعدادًا كبيرة من القوات الفرنسية على مساحة واسعة مع إنفاق أقل بكثير للرجال، والطاقة، والإمدادات، وسهّلوا الانتصارات التقليدية لويلنغتون وجيشه الأنجلو برتغالي، وحرروا البرتغال وإسبانيا في وقت لاحق. ألهمت المقاومة الجماهيرية لشعب إسبانيا الجهود الحربية للنمسا وروسيا وبروسيا ضد نابليون.
لم تكن كراهية الفرنسيين، والإخلاص لله، والملك، والوطن السبب الوحيد للانضمام إلى البارتيزان. وقد فرض الفرنسيون قيودًا على التنقل وعلى العديد من الجوانب التقليدية لحياة الشوارع، وبالتالي كانت فرص إيجاد مصادر بديلة للدخل محدودة -وكانت الصناعة متوقفة ولم يتمكن العديد من السادة من دفع أجور الخدم الحاليين وخدم المنازل، ولم يتمكنوا من الاستعانة بموظفين جدد. ساد الجوع واليأس جميع النواحي. نظرًا لأن السجل العسكري كان مزريًا للغاية، فقد بالغ العديد من السياسيين والمعلمين الإسبان في أنشطة رجال العصابات.

### الثورة تحت الحصار
غزا الفرنسيون الأندلس في 19 يناير 1810. تقدم 60,000 جندي فرنسي -فيلق فيكتور ومورتييه وسيباستياني مع تشكيلات أخرى- جنوبًا لمهاجمة المواقع الإسبانية. دُحر رجال أريزغا في كل نقطة، وفروا شرقًا وجنوبًا، تاركين البلدات لتسقط الواحدة تلو الأخرى في أيدي العدو. كانت النتيجة ثورة. في 23 يناير قرر المجلس العسكري المركزي الفرار إلى مجلس قادس الآمن. ثم حل نفسه في 29 يناير 1810 وأنشأ مجلس وصاية من خمسة أشخاص في إسبانيا وجزر الهند، مكلفًا بعقد المجالس. طهر سولت كل جنوب إسبانيا باستثناء قادس، والتي تركها فيكتور للحصار. استبدِل بنظام المجالس العسكرية مجلس الوصاية على العرش ومجلس قادس، الذي أنشأ حكومة دائمة بموجب دستور عام 1812.
كانت قادس شديدة التحصين، بينما كان الميناء مليئًا بالسفن الحربية البريطانية والإسبانية. عُزز جيش البوكيرك والمتطوعون المتميزون بثلاثة آلاف جندي فروا من إشبيلية، ولواء الأنجلو -البرتغالي القوي بقيادة الجنرال ويليام ستيوارت. تخلى الإسبان عن مخاوفهم السابقة بشأن الحامية البريطانية بعد تجاربهم معها. عسكرت قوات فيكتور الفرنسية على الشاطئ وحاولت قصف المدينة للاستسلام. بفضل التفوق البحري البريطاني، كان من المستحيل فرض حصار بحري على المدينة. كان القصف الفرنسي غير فعال وزادت ثقة القادسيين واقتنعوا بأنهم أبطال. مع وفرة الطعام وانخفاض الأسعار، كان القصف ميؤوسًا منه على الرغم من الإعصار والوباء -دمرت عاصفة العديد من السفن في ربيع عام 1810 ودُمرت المدينة بسبب الحمى الصفراء.
بمجرد تأمين قادس، تحول الانتباه إلى الوضع السياسي. أعلن المجلس العسكري المركزي أن افتتاح المجالس في 1 مارس 1810. كان من المقرر تمديد حق الاقتراع ليشمل جميع أصحاب المنازل الذكور الذين تزيد أعمارهم عن 25 عامًا. بعد التصويت العام، اختار ممثلو المجالس على مستوى المقاطعات نوابًا لإرسالهم إلى اجتماعات المقاطعات التي تشكل الهيئات التي يخرج منها أعضاء المجالس. اعتبارًا من 1 فبراير 1810، كان تنفيذ هذه المراسيم في يد مجلس الوصاية الجديد الذي اختاره المجلس العسكري المركزي. وكان على نواب الملك والنقباء المستقلون العامون إرسال ممثل واحد لأقاليم ما وراء البحار. عبرت أميركا عن استيائها من هذا المخطط لتوفيره تمثيلًا غير متكافئ لأقاليم ما وراء البحار. اندلعت الاضطرابات في كيتو وسوكري، اللتين كانتا تعتبران نفسيهما من عواصم ممالك واستاءتا من ضمهما إلى «مملكة»  بيرو الكبرى. قُمعت الثورات (انظر حرب الاستقلال الإكوادورية وحرب الاستقلال البوليفية). خلال أوائل عام 1809 انتخبت حكومات العواصم نواب الملك والنقباء العامين الممثلين للمجلس العسكري، لكن لم يصل أي منهم في الوقت المناسب للعمل فيه.

### الحملة البرتغالية الثالثة
اقتناعًا من الاستخبارات بأن هجومًا فرنسيًا جديدًا على البرتغال كان وشيكًا، أنشأ ويلنغتون موقعًا دفاعيًا قويًا بالقرب من لشبونة، يمكن أن يتراجع إليه إذا لزم الأمر. لحماية المدينة، أمِر ببناء خطوط توريس فيدراس -ثلاثة خطوط قوية من الحصون الداعمة المتبادلة، والحصون الصغيرة، والحواجز الدفاعية، والرافلين مع مواقع المدفعية المحصنة- تحت إشراف السير ريتشارد فليتشر. تتصل الأجزاء المختلفة من الخطوط مع بعضها البعض عن طريق الإشارة، مما يسمح بالاستجابة الفورية لأي تهديد. بدأ العمل في خريف عام 1809 وانتهت الدفاعات الرئيسية في الوقت المناسب بعد عام واحد. ولزيادة إعاقة العدو، تعرضت المناطق الواقعة أمام الخطوط لسياسة الأرض المحروقة: فجردوهم من الطعام، والعلف، والمأوى. نُقل 200,000 من سكان المناطق المجاورة داخل الخطوط. استغل ويلنغتون الحقائق القائلة بأن الفرنسيين لن يتمكنوا من غزو البرتغال إلا من خلال غزو لشبونة، وأنهم لن يتمكنوا عمليًا من الوصول إلى لشبونة إلا من الشمال. إلى أن حدثت هذه التغييرات، كانت الإدارة البرتغالية حرة في مقاومة النفوذ البريطاني، وأصبح موقف بيريسفورد مقبولًا من خلال الدعم الراسخ لوزير الحرب ميغيل دي بيريرا فورجاز.
كتمهيد للغزو، استولى ميشال نيي على مدينة رودريغو الإسبانية المحصنة بعد حصار استمر من 26 أبريل إلى 9 يوليو 1810. أعاد الفرنسيون غزو البرتغال بجيش قوامه نحو 65,000، بقيادة المارشال ماسينا، وأجبروا ويلنغتون على العودة عبر ألميدا إلى بوساكو. في معركة كوا، قاد الفرنسيون فرقة روبرت كرافورد الخفيفة، وبعد ذلك تحرك ماسينا لمهاجمة الموقع البريطاني على مرتفعات بوساكو -وهي سلسلة من التلال بطول 10 أميال (16 كم)- مما أدى إلى معركة بوكاكو في 27 سبتمبر. عانوا من خسائر فادحة، وفشل الفرنسيون في طرد الجيش الأنجلو-برتغالي. تغلب ماسينا على ويلنغتون بعد المعركة، الذي تراجع بثبات إلى المواقع المعدة في الخطوط. زود ويلنغتون التحصينات «بالقوات الثانوية» -25,000 من الميليشيات البرتغالية، و8000 من الإسبان، و2500 من مشاة البحرية والمدفعية البريطانيين- وأبقى جيشه الميداني الرئيسي من النظاميين البريطانيين والبرتغاليين متفرقًا لمواجهة الهجوم الفرنسي على أي نقطة من الخطوط.
تركز جيش البرتغال بقيادة ماسينا حول سوبرال استعدادًا للهجوم. بعد مناوشة شرسة في 14 أكتوبر ظهرت فيها قوة الخطوط، حفر الفرنسيون بأنفسهم بدلًا من شن هجوم واسع النطاق وبدأ رجال ماسينا يعانون من النقص الحاد في المنطقة. في أواخر أكتوبر، بعد أن احتجز جيشه الجائع قبل لشبونة لمدة شهر، عاد ماسينا إلى موقع بين شنترين وريو مايور.

## نتائج الحرب
تمخضت حرب شبه الجزيرة الأيبيرية حتى عند هذه المرحلة غير الحاسمة عن بعض النتائج الواضحة• فمن الناحية الجغرافية كانت أهم النتائج هي أن المستعمرات البرتغالية والإسبانية في أمريكا الجنوبية قد استطاعت التحرر من قبضة الوطن الأم الذي اعتراه الضعف (إسبانيا أو البرتغال)، وبدأت هذا المستعمرات مرحلة نشيطة وحيوية• ومن النتائج أيضاً أن كل أسبانيا جنوب التاجوس Tagus قد تخلّصت من الجنود الفرنسيين• ومن الناحية العسكرية أثبت ولنجتون أن فرنسا يمكن ألاّ تستولي على البرتغال، أو بتعبير آخر أن منع فرنسا من الاستيلاء على البرتغال أمرٌ ممكن، بل وربما لا تستطيع فرنسا الاحتفاظ بأسبانيا، إلاّ إذا خاطرت بكل فتوحاتها إلى الشرق من الراين Rhine• ومن الناحية الاجتماعية حققت المقاومة الشعبية - رغم عدم انضباطها - انتصاراً لصالح الفلاحين والكنيسة• ومن الناحية السياسية استعادت المجالس السياسية المحلية (في الدوائر أو الولايات) بعضاً من سلطانها القديم فأقامت كل منها جيشاً خاصاً بها وسكّت عُملة خاصة بها، وأصبح لكل منها سياسة خاصة بها، بل إنها في بعض الأحيان كانت تُوقع سلاماً منفصلاً مع بريطانيا (أي دون الرجوع إلى الحكومة المركزية)• والأكثر دلالة من ذلك كله هو أن هذه المجالس السياسية المحلية أرسلت ممثلين عنها إلى البرلمان المركزي مزوَّدين بتعليمات لصياغة دستور جديد لأسبانيا جديدة• وبعد أن تحرر هذا البرلمان من الجيوش الفرنسية اجتمع للمرة الأولى في جزيرة دي ليون Isla de Leon في سنة 0181 وبعد الانسحاب الفرنسي انتقل إلى قادش Cadez، وهناك في 91 مارس تم إعلان الدستور الليبرالي• ولأن معظم المبعوثين (المفوَّضين) كانوا متمسكين بالكاثوليكية، فقد نصت المادة 21 من هذا الدستور على أن دين الأمة الإسبانية هو الكاثوليكية وسيظل دائما كذلك، فالكاثوليكية الرومانية (التابعة لكنيسة روما) الرسولية (كنيسة الرعاة الأوائل للمسيحية) هي الدين الوحيد الحق• إنها الدين الذي تحميه الأمة بالحكمة والتشريعات الصحيحة، ويتم حظر ممارسة شعائر أي دين آخر مهما كان• وعلى أية حال فقد حظر الدستور (الجديد) محاكم التفتيش، وحدّدت عدد الجماعات (الفِرَق) الدينية• وقبل البرلمان بمجلسيه في كل الأمور الأخرى تقريباً قيادة (زعامة) المفوضين (الممثلين) من الطبقة الوسطى والبالغ عددهم 481• وكان معظمهم يطلقون على أنفسهم (ليبراليين) - وكان استخدامهم لهذا المصطلح بمفهومه السياسي هو أول استخدام معروف له• وفي ظل قيادتهم أصبح دستور سنة 2181 يضارع دستور 1971 الذي أصدرته فرنسا الثورة• لقد قبلوا بالملكية الإسبانية واعترفوا بفرديناند السابع (الغائب) ملكاً شرعياً، إلاّ أن الدستور على أية حال لم يضع السلطة في يد الملك وإنما في يد الأمة عن طريق ممثليها المنتخبين (بفتح الخاء)، وكان على الملك أن يكون حاكما دستوريا يُطيع القوانين، ولا يجوز إبرام المعاهدات إلاّ بموافقة البرلمان، ولابد من إجراء انتخابات كل عامين لتكوين برلمان جديد، والانتخاب حق لكل ذكر بالغ، وتتم الانتخابات على ثلاث مراحل: على المستوى الأبرشي Parochial، ومستوى المقاطعة، ومستوى الولاية• ولا بد من توحيد القوانين في إسبانيا كلها، وكل المواطنين سواء أمام القانون، والقضاء مستقل عن السلطة التشريعية وعن الملك• ودعا الدستور إلى إلغاء التعذيب والرق والمحاكم الإقطاعية، كما دعا إلى حرية الصحافة إلاّ في أمور الدين• كما دعا إلى ضرورة توزيع الأراضي العامة (أراضي الدولة) غير المزروعة على الفقراء• لقد كان هذا الدستور شجاعاً وتقدمياً في ظل هذه الظروف وفي ظل التراث الديني الإسباني• لقد بدا الآن أن أسبانيا تدخل القرن التاسع عشر•

### الثقافية

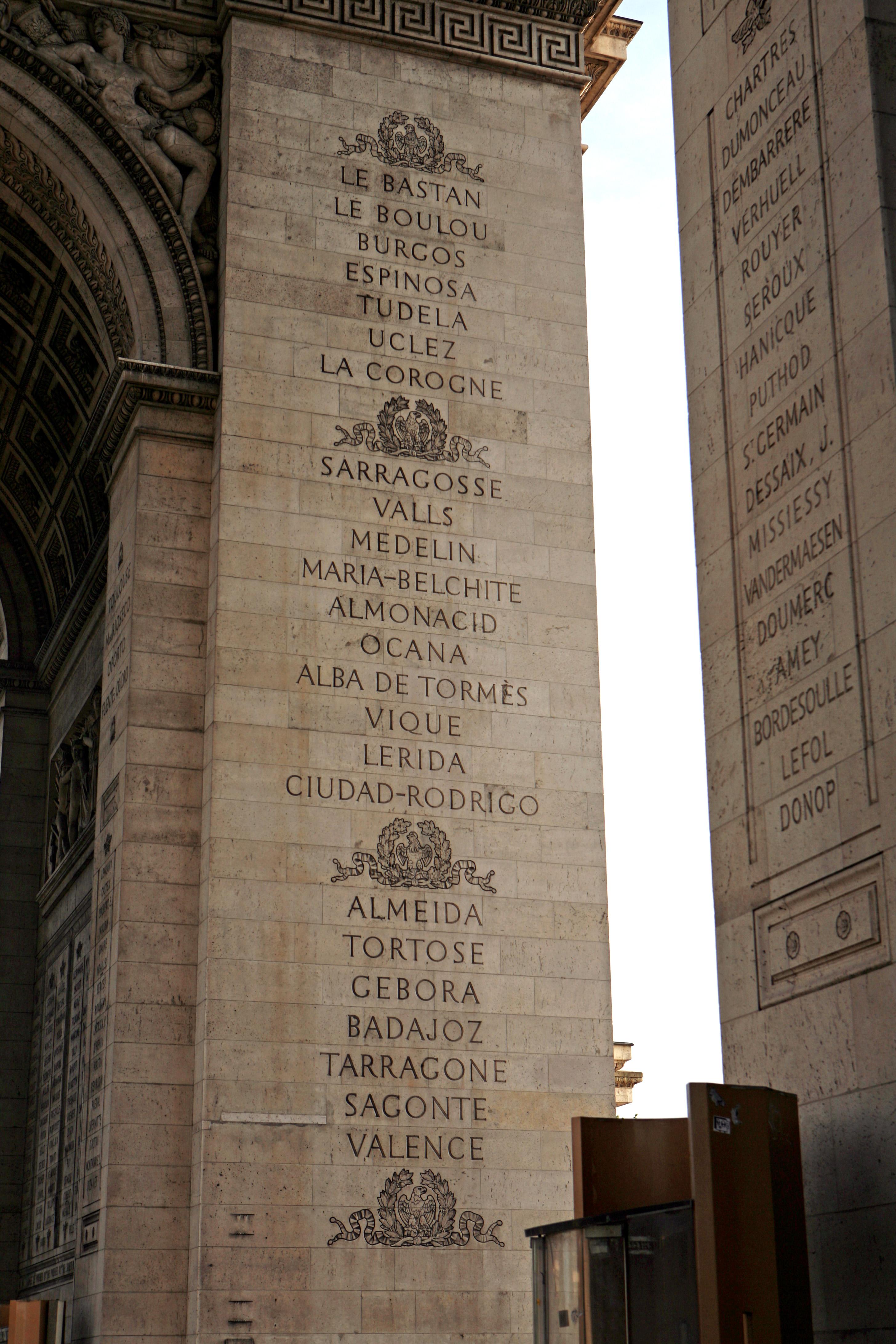
الانتصارات الفرنسية في حرب شبه الجزيرة الأيبيرية منقوشة على قوس النصر.

## الهوامش
1. ↑  Glover, p. 45. بعض المؤرخين يعتبر أن الغزو الفرنسي-الإسباني للبرتغال كان بداية الحرب.
2. ↑  Glover, p 335. تشير إلى تاريخ الهدنة العامة بين فرنسا والتحالف السادس.
3. ↑  أو حرب شبه الجزيرة الإيبيرية - Guerre d'indépendance espagnole، Guerra de la Independencia Española بالفرنسية وبالإسبانية. وتعرف أيضا باسم Guerra del Francès ("حرب الرجل الفرنسي") في كتالونيا وInvasões Francesas ("الغزوات الفرنسية") في البرتغال.
4. ↑  Churchill, p. 258. "Nothing like this universal uprising of a numerous, ancient race and nation, all animated by one thought, had been seen before...For the first time the forces unchained by the الثورة الفرنسية, which Napoleon had disciplined and directed, met not kings or Old World hierarchies, but a whole population inspired by the religion and patriotism which...Spain was to teach to Europe."
5. ↑  Laqueur, p. 350. Laqueur notes that the war was "one of the first occasions when guerrilla warfare had been waged on a large scale in modern times."
6. ↑  Gates, pp. 33–34. Gates notes that much of the الجيش الكبير "was rendered unavailable for operations against Wellington because innumerable Spanish contingents kept materialising all over the country. In 1810, for example, when Massena invaded Portugal, the Imperial forces in the Peninsula totalled a massive 325,000 men, but only about one quarter of these could be spared for the offensive—the rest were required to contain the Spanish insurgents and regulars. This was the greatest single contribution that the Spaniards were to make and, without it, Wellington could not have maintained himself on the continent for long—let alone emerge triumphant from the conflict."
7. ↑  Chandler, The Art of Warfare on Land, p. 164
8. ↑  Brandt 1999، صفحة 87.
9. ↑  McLynn 1997، صفحات 396–406.
10. ↑  Esdaile 2003، صفحة 239.
11. ↑  etymology 2021.
12. ↑  Rocca & Rocca 1815، صفحة 126.
13. ↑  Glover 2001، صفحة 10.
14. ↑  Chandler 1995، صفحة 746.
15. ↑  Esdaile 2003، صفحة 270.
16. ↑  Esdaile 2003، صفحة 271.
17. ↑  Esdaile 2003، صفحة 280.
18. ↑  Esdaile 2003، صفحة 220.
19. ↑  Southey 1828d، صفحة 396.
20. ↑  Esdaile 2003، صفحة 282.
21. ↑  Esdaile 2003، صفحة 283.
22. ↑  Esdaile 2003، صفحة 284.
23. ↑  Argüelles 1970، صفحة 90.
24. ↑  Grehan 2015.
25. ↑  Esdaile 2003، صفحة 217.
26. ↑  Esdaile 2003، صفحة 313.
27. ↑  Southey 1828d، صفحة 440.
28. ↑  Esdaile 2003، صفحة 327.
29. ↑  Weller 1962، صفحة 144.
30. ↑  Gates 2001، صفحات 32–33.
31. ↑  Weller 1962، صفحات 145–146.